# Lauvenburg (Zülpich)
Die Lauvenburg steht am südlichen Ortsrand von Nemmenich, einem Stadtteil von Zülpich im Kreis Euskirchen, Nordrhein-Westfalen.

## Beschreibung

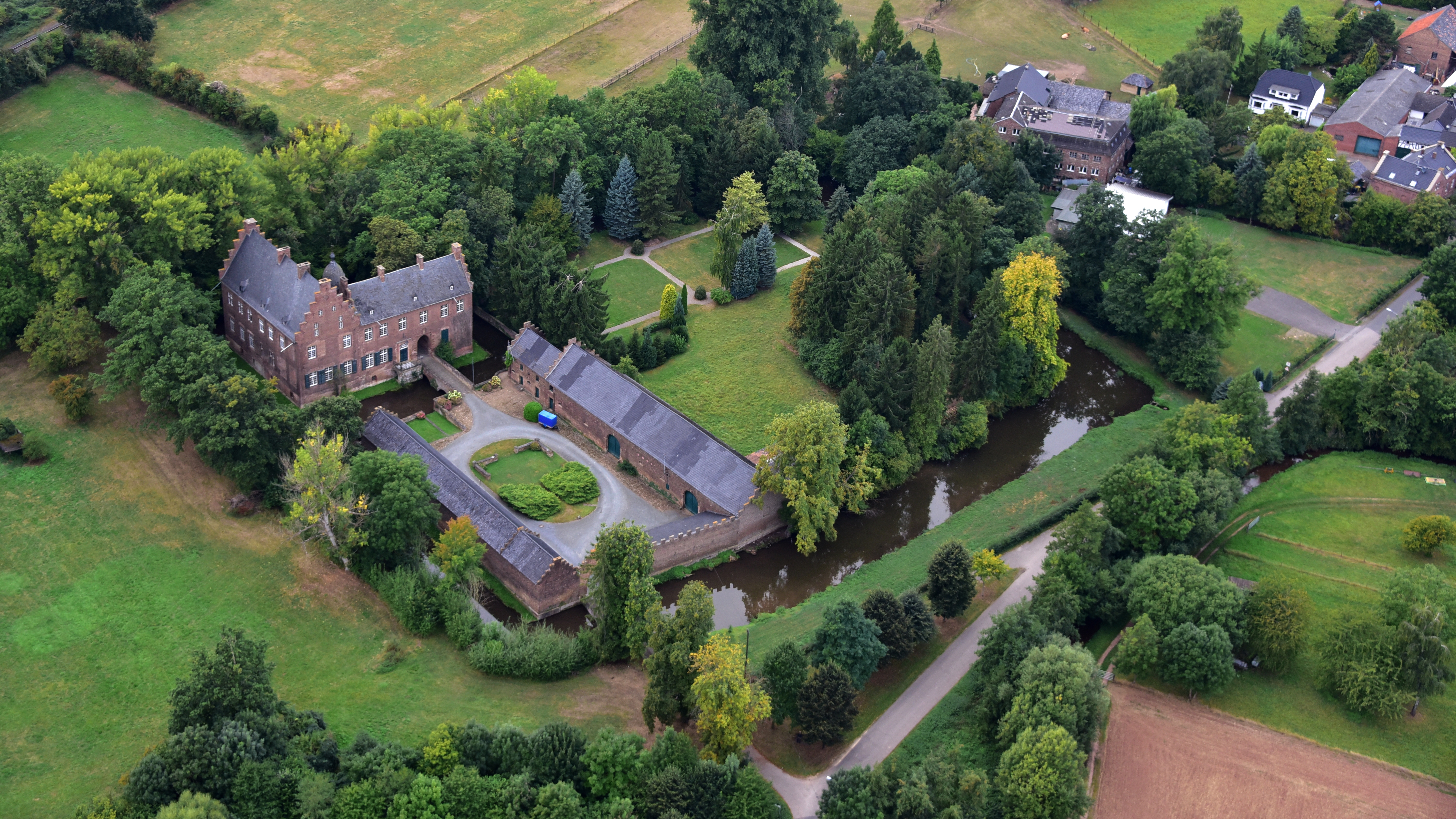
Lauvenburg, Luftaufnahme (2016)

Im Jahre 1356 taucht in einem Schöffenprotokoll ein Henz von Loewenberg (Lauvenburg) auf, der sich als Ortsadliger sicher nach seinem Burgwohnsitz genannt hat. Die Wasserburg war damals ein Offenhaus des Herzogs von Jülich. Auf der Burg wohnte ein Raubritter, dessen Name nicht überliefert ist.
Bis 1603 waren die Herren von Dreiborn Grundeigentümer der Lauvenburg. Danach waren es die Herzöge von Jülich. Sie wurde durch den Amtmann von Nideggen vertreten. Der Codex Welser führt 1723 als Besitzer einen Johann Heinrich Cramer von Clauspruch auf. Von 1760 bis 1794 war der französische Emigrant Graf Latour Eigentümer. Von der französischen Domänenverwaltung pachtete sie dann der Arzt Johann Wilhelm Krüppel. 1808 kaufte er die Burg. Krüppel verkaufte sie später an den Kölner Makler Winand Guffani, der sie 1860 an den Landwirt Bergerhausen für 40.000 Taler verkaufte. Dessen Erben, die Familie Wasserburger, besitzen die Burg immer noch.
Das in Form einer klassischen zweiteiligen Wasserburg errichtete Anwesen ist sehr gut erhalten. Die Wassergräben werden durch den vom Rotbach gespeisten Mühlengraben mit Wasser versorgt. Die fast quadratische Burginsel ist nur auf der östlichen Seite bebaut. Der Rest der Insel besteht aus einem mächtigen Baumgarten. In der südöstlichen Ecke steht, durch einen Winkelgraben abgetrennt, das Herrenhaus. Es handelt sich um einen Backsteinbau der Spätgotik. Der Tortrakt scheint noch zur alten Burg gehört zu haben. Die Vorburg besteht aus zwei langen Backsteintrakten und einer zinnenbekrönten Mauer an der Schmalseite, in der das spitzbogige Tor die Zufahrt zur Anlage bildet. Sie ist über eine Steinbrücke möglich, die die alte Holzbrücke ersetzt hat. Die gesamte Vorburg ist nach einem Brand im Jahre 1868 erneuert worden.
Die Burg wurde am 24. September 1981 in die Denkmalliste der Stadt Zülpich unter der Nummer 13 eingetragen.